# Ansonia mcgregori
Ansonia mcgregori és una espècie d'amfibi que viu a les Filipines.
Està amenaçada d'extinció per la pèrdua del seu hàbitat natural.